# Battlefield (canção)
"Battlefield" é uma música gravada pela cantora norte-americana Jordin Sparks. A faixa aparece em seu segundo disco, também chamado Battlefield. A música foi escrita por Louis Biancaniello, Ryan Tedder, Sam Watters e Wayne Wilkins. A produção ficou nas mãos de Ryan Tedder e The Runaways. “Battlefield” foi lançada nos Estados Unidos em formato digital em 8 de maio de 2009, servindo como o primeiro single do álbum.
“Battlefield” é uma balada com influências de pop, R&B, pop rock e soft rock. A letra aborda um “relacionamento tumultuoso em que nenhum dos lados quer ceder”.

## Formatos e faixas
Download digital
1. "Battlefield" — 4:01

CD single (Europa e Reino Unido)
1. "Battlefield" — 4:01
2. "Battlefield" (Bimbo Jones Radio Edit) — 4:08

Single digital (Reino Unido)
1. "Battlefield" — 4:01
2. "Battlefield" (Instrumental) - 4.01
3. "Battlefield" (Bimbo Jones Club Edit) — 6:41

## Paradas musicais
| Parada (2009)             | Melhor posição | Vendas    |
| ------------------------- | -------------- | --------- |
| ARIA Singles Chart        | 18             |           |
| Belgium Singles Chart     | 40             |           |
| Canadian Hot 100          | 25             |           |
| Eurochart Hot 100 Singles | 39             |           |
| Irish Singles Chart       | 9              |           |
| New Zealand Singles Chart | 5              |           |
| UK Singles Chart          | 11             |           |
| Billboard Hot 100         | 10             | 1.626.000 |
| Billboard Pop 100         | 28             | 1.626.000 |

## Histórico de lançamento
| País                 | Data de lançamento  | Formato                  | Gravadora              |
| -------------------- | ------------------- | ------------------------ | ---------------------- |
| América do Norte     | 8 de maio de 2009   | Download digital         | Jive, Zomba            |
| Austrália            | 18 de maio de 2009  | Download digital         | Jive, Zomba            |
| Europa               | 18 de maio de 2009  | Download digital         | RCA, Zomba, Sony Music |
| América do Norte     | 25 de maio de 2009  | Airplay                  | Jive, Zomba            |
| Europa               | 25 de maio de 2009  | Airplay                  | RCA, Zomba, Sony Music |
| Alemanha             | 3 de julho de 2009  | CD single                | Zomba, Sony Music      |
| Reino Unido          | 6 de julho de 2009  | CD single                | RCA, Sony Music        |
| Brasil KAOS Networks | 15 de Julho de 2009 | Download digital/Airplay | Sony BMG               |